# ブルマ (お笑いコンビ)
ブルマは、日本の女性お笑いコンビ。オスカープロモーションに所属していた。

## メンバー
- 浜園みか（はまぞの みか、1987年2月9日 - ）
  - ツッコミ担当。
  - 本名、浜園 美佳（読み同じ）
  - 福岡県出身。身長165cm、公称スリーサイズはB80cm、W60cm、H87cm。血液型はB型。
  - 久留米大学卒業。
  - 特技はバレーボール。趣味はスポーツ観戦（サッカー、野球、大相撲、陸上競技）。Jリーグではサガン鳥栖、プロ野球では福岡ソフトバンクホークスのファン。相撲で応援している部屋は鳴戸部屋。
  - 秘書検定2級、簿記検定3級の資格がある。

- 藤崎ミシェル（ふじさき ミシェル、1983年4月27日 - ）
  - ボケ担当。
  - 本名、藤崎 亜美（ふじさき あみ）
  - アメリカ・フロリダ州生まれ、日本・福岡県育ち。父親が日本人で母親がアメリカ人のハーフ。

## 略歴
二人はそれぞれ結成前は、ニューヨークでnobu nakanoの2006年から2008年のファッションモデル、福岡市天神地下街のファッションモデル、大阪オートメッセなどのイベントガール、ヘアーショーなどのモデルなどを務めていた。
浜園はオスカープロモーションコメディファクトリー0期生、オスカーコメディファクトリー1期生のそれぞれの出身で、かつては同郷で昔からの親友と女性コンビ『八方美人』を2008年5月に結成し、活動していた。八方美人は2009年7月いっぱいで解散（八方美人としての最後の仕事は『スポーツ笑タイム・スポワラ』の収録）。
その後、同年9月にミシェルと『ブルマ』を結成。最初、二人で独自に決めた名前は『マーブル』だったが、ある作家に相談したところ却下され、最終的に親近感がある名前、覚えられやすい名前で、最初に決めた『マーブル』を逆にもするような形でその作家が決めたという。
2011年12月2日、活動中止を発表。浜園は体調不良を理由に事務所を辞め帰郷。
ミシェルは単独でタレントとして活動を継続、現在は主にバラエティ番組や報道番組のリポーターや地方番組のMCなど務めている。
浜園は帰郷後、福岡のモデル事務所であるＮＯＩＲに所属。ボディージュエリー専門サロンを開業し、ボディージュエリストとして活動を行っている。お店のイメージモデルにはミシェルが起用されている。

## 芸風
主に漫才。お互いに出身地の言葉の博多弁を繰り出したり、ミシェルが英語と博多弁を交えて喋ることもある。他には、ミシェルがDJスタイルの振りで浜園がそれに合わせて演技をするネタなどがある。

## 出演

### テレビ
- スポーツ笑タイム・スポワラ（J SPORTS）- 2009年8月〜9月
- オナゴコロ（サンテレビ）- 2009年11月〜2010年3月、「教えてage嬢」「Road to Glowry」各コーナーレギュラー
- 『ぷっ』すま（テレビ朝日）
  - 2010年2月9日「ザ・ギリギリマスター! ギリギリ女芸人」
  - 2011年3月29日「若手芸人たちのマネしたくなるコツ」
- 週刊Toku Tokuマガジン（横浜ケーブルビジョン）- レギュラーリポーター
- ワケありバンジー（サンテレビ、三重テレビ 他）-  第11回
- 水着DEしちゃお（スカパー! エンタ!371）- 10月1日レギュラーMC

### ラジオ
- NE=Talking（FM南青山）- 2010年3月
- ピアノ・ワールド（ミュージックバード）- 2010年6月19日
- 夕焼けマーケッツANNEX 夜のトレード酒場!（ラジオNIKKEI）- 2010年10月15日から「HIGH・LOWガールズ」として不定期出演
- みかとミシェルのit's a small world!!（東京ネットラジオ）- 2011年4月～8月

### ネットテレビ
- 小川美那子の「ROOM375」（あっ!とおどろく放送局）- 2010年6月4日

### 舞台
- すぶた（東京・新宿シアターミラクル）- 2010年10月8日〜10月11日、浜園のみ